# Sistemas silvopastoriles

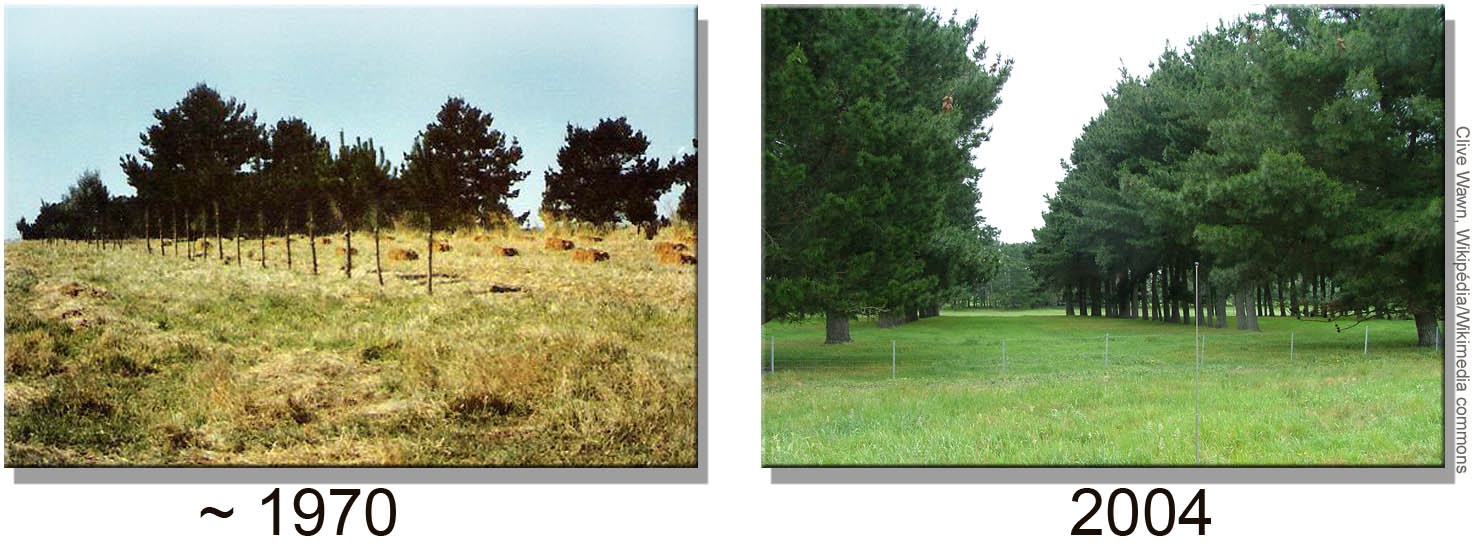
Sistema pastoril a lo largo de los años.

Sistemas silvopastoriles (en latín, silva significa 'bosque') es la práctica de la integración de árboles, forraje y el pastoreo de animales domesticados de una manera mutuamente beneficiosa. Utilizando los principios del pastoreo gestionado y es una de tantas formas distintas de agroforestería.
Los sistemas silvopastoriles manejados adecuadamente pueden aumentar la productividad general y los ingresos a largo plazo debido a la producción simultánea de cultivos de árboles, forrajes y ganado. También pueden proporcionar beneficios ambientales como la captura del carbono. El sistema silvopastoril es una de las formas más antiguas de la agricultura, y se ha practicado en muchas partes del mundo durante muchos siglos. No es lo mismo que el pastoreo no gestionado en los bosques, que tiene muchas consecuencias ambientales negativas ya conocidas.
Se diferencia de un sistema agroforestal en que el sistema silvopastoril incorpora a la ganadería. Es una de las estrategias de adaptación al calentamiento global para las actividades económicas en zonas rurales.

## Historia
Los sistemas silvopastoriles de frutas y nueces cubrieron grandes porciones de Europa Central hasta el siglo XX, y todavía están muy extendidas en algunas áreas. El cultivo de dehesas, un tipo silvopasturas en la península ibérica, Italia y Marruecos, es una práctica de uso de la tierra antigua, y un sistema histórico de ordenación del territorio en Europa en el que los bosques abiertos proporcionan refugio y forraje para los animales pastando, particularmente ovejas y ganado. Así mismo, brindan productos forestales como la madera para la construcción y como combustible, vástagos para la fabricación de carbón y carboncillo, y árboles desmochados.

## Métodos

### La incorporación
Los sistemas silvopastoriles pueden establecerse plantando árboles en los pastos existentes o estableciendo pastos en los bosques existentes. Estos dos métodos de establecimiento difieren significativamente.

##### Incorporación de los árboles en el pasto
La plantación de árboles en pastizales existentes presenta varios desafíos: los árboles jóvenes deben protegerse del ganado, los árboles pueden tardar años en volverse productivos (dependiendo de la especie), y la plantación de árboles en un pastizal puede limitar la capacidad de usar esa tierra para otros fines en el futuro. 

#### Incorporación del pasto en el bosque

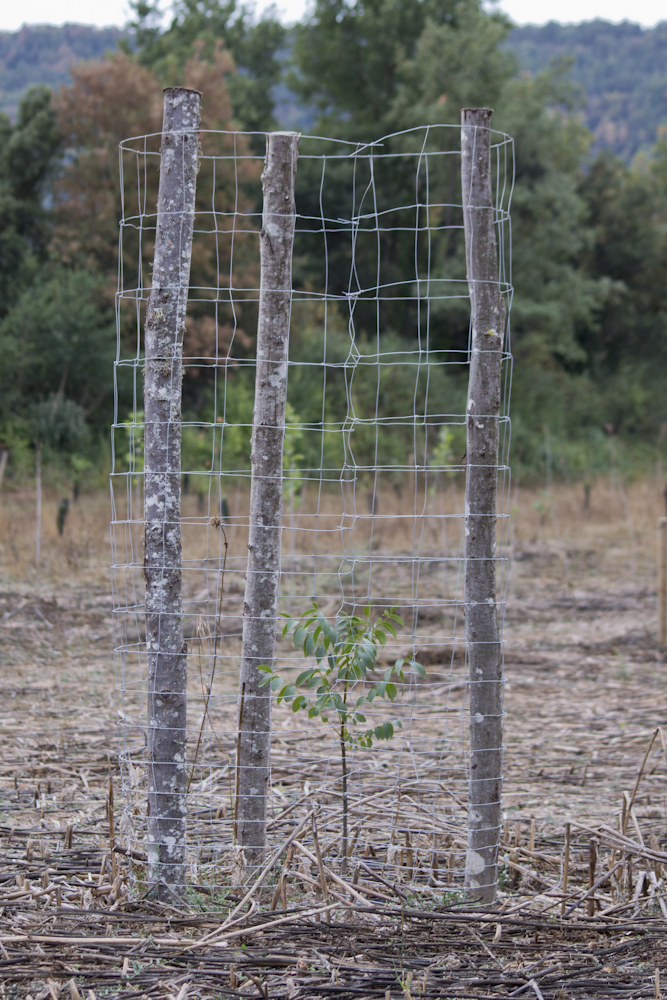
Protección de plantón de bovinos.

La integración de los pastizales en los bosques existentes también presenta desafíos: es probable que los bosques necesiten ser reducidos para aumentar la infiltración de la luz, lo que requiere mucho tiempo y puede requerir maquinaria pesada , así como una estrategia para lidiar con los árboles talados. También es probable que los bosques delgados adquieran una oleada de crecimiento en las malezas y los árboles de las plántulas que deben tratarse para evitar que los pastos sean demasiado crecidos. Los forrajes de pastos también pueden necesitar ser sembrados debajo de los árboles, un proceso que puede ser difícil si los árboles ya han sido talados.
Preparación del terreno e implantación
El trabajo de preparación del suelo será similar al de cualquier cultivo agrícola. Lo que sí hay que considerar es que dependiendo de la especie a plantar, el material de propagación puede ser diferente.
Componente ganadero
La experiencia de engordar novillos (invernada y/o veraneada) en los sistemas silvopastoriles, dadas las características del forraje que crece en el sotobosque, hace que se alargue el ciclo de “terminación” de éstos. Por lo que en general, se prefiere la cría como actividad, ya que requiere una dieta de mantenimiento más que de engorde.

## Beneficios
Un beneficio primario de la técnica silvopastoril es el aumento de la utilización de las tierras de cultivo. Las silvopasturas pueden incorporar grandes zonas de bosques no utilizados en la producción y ponerla a producir múltiples productos en la misma superficie. Esto diversifica las fuentes de ingresos agrícolas y aumenta la viabilidad agrícola. La técnica del silvopastoril se ha encontrado para aumentar la abundancia y diversidad de la fauna y contribuir al secuestro de carbono y la mitigación del cambio climático.

### Ganado
Los árboles en los sistemas silvopastoriles proporcionan al ganado protección contra el sol y el viento, lo que puede aumentar la comodidad de los animales y mejorar la producción. Los árboles pueden proporcionar sombra en el verano y cortavientos en el invierno, lo que permite al ganado moderar su propia temperatura.

### Forraje
Los sistemas silvopastoriles bien administrados pueden producir tanto forraje como los sistemas de pasto abierto en las circunstancias adecuadas. También se ha observado que los sistemas de silvopastoriles producen forraje de mayor calidad nutritiva que el forraje sin silvopastura en ciertas condiciones. Se ha observado una mayor disponibilidad de forraje en los sistemas de silvicultura en comparación con los sistemas de pastos abiertos en condiciones de sequía, donde la combinación de sombra de los árboles y la captación de agua de las raíces de los árboles puede reducir los impactos de la sequía.Lo que enlaza aquí
Macroorganismos
Los sistemas silvopastoriles, que combinan el uso de árboles, pasturas y ganado, se ven altamente beneficiados por la acción de macroorganismos como lombrices, hormigas y escarabajos. Estos organismos mejoran la composición y fertilidad del suelo, permitiendo un manejo más eficiente de los recursos naturales. Su presencia favorece el crecimiento de las plantas, el reciclaje de nutrientes, y la protección del suelo haciendo de los sistemas silvopastoriles una opción más sostenible frente a métodos tradicionales de ganadería y reduce el uso de químicos.

### Árboles
El sistema silvopastoril es compatible con la producción de frutas, nueces y madera. El pastoreo puede servir como un método rentable de control de vegetación y malezas. Los sistemas silvopastoriles también puede ayudar a reducir las plagas y enfermedades en los huertos: cuando se introducen en un huerto después de la cosecha, el ganado puede consumir frutas no cosechadas, evitando que las plagas y enfermedades se propaguen a través de estas frutas no cosechadas.